# THE TWILIGHT VALLEY
『THE TWILIGHT VALLEY』（ザ トワイライト バレー）は、GARNET CROWの5枚目のオリジナルアルバム。2006年10月4日に発売。

## 解説
ベストアルバム『Best』から約1年、オリジナルアルバムとしては『I'm waiting 4 you』から約2年振りのリリースである。7月5日発売のシングル「夢・花火」からの4ヶ月連続CDリリースの第4弾となる。
GARNET CROW初のドラマタイアップとなった「まぼろし」はMiguel Sá Pessoaによるリアレンジバージョンで収録されている。さらに、2005年のプレミアムライブで披露された未発表曲「春待つ花のように」も収録されており、バリエーションに富んだ作品内容となっている。
初回限定盤には、2005年に行われたプレミアムライブのダイジェストが収録されたDVDが付属している。初回盤仕様としてはこれまでに曲順違いや収録曲違いやジャケット違いなどがあったが、CDとDVDの2枚組の発売はGARNET CROWでは初めての試みである。
その他、初回限定盤と通常盤の違いとしては、ジャケット、ブックレット、パッケージ、レーベル（盤面）の各写真・デザインが挙げられる。CD収録内容には差異はない。
「今宵エデンの片隅で」「まぼろし」と同様にデジパックケース仕様での発売となる。
当初ホームページで発表されていた収録曲の順番は、後に発表されたものと違いがあった。またブックレットには、収録曲「晴れ時計」のページに記載漏れがあり、発売から1週間後にオフィシャルサイト上でPDFファイルによる訂正が発表された。
『名探偵コナン』タイアップ曲が存在しない初のオリジナルアルバムである。また、「君の思い描いた夢 集メル HEAVEN」が収録されておらず、未収録のシングルが存在する唯一のオリジナルアルバムである。

## 収録曲

### Disc1
| 全作詞: AZUKI七、全作曲: 中村由利、全編曲: 古井弘人（#2、編曲: Miguel Sá Pessoa）。 |                                                               |         |            |      |
| #                                                                                   | タイトル                                                      | 作詞    | 作曲・編曲 | 時間 |
| 1.                                                                                  | 「Anywhere」                                                  | AZUKI七 | 中村由利   | 4:41 |
| 2.                                                                                  | 「まぼろし 〜Album arr.〜」(23rdシングルのアルバムバージョン) | AZUKI七 | 中村由利   | 4:18 |
| 3.                                                                                  | 「今宵エデンの片隅で」(22ndシングル)                          | AZUKI七 | 中村由利   | 4:35 |
| 4.                                                                                  | 「Rusty Rail」                                                | AZUKI七 | 中村由利   | 3:46 |
| 5.                                                                                  | 「夢・花火」(21stシングル)                                    | AZUKI七 | 中村由利   | 4:01 |
| 6.                                                                                  | 「かくれんぼ」                                                | AZUKI七 | 中村由利   | 3:23 |
| 7.                                                                                  | 「向日葵の色」                                                | AZUKI七 | 中村由利   | 5:03 |
| 8.                                                                                  | 「晴れ時計」(19thシングル)                                    | AZUKI七 | 中村由利   | 4:14 |
| 9.                                                                                  | 「マージナルマン」                                            | AZUKI七 | 中村由利   | 4:11 |
| 10.                                                                                 | 「籟・来・也」(20thシングル)                                  | AZUKI七 | 中村由利   | 3:24 |
| 11.                                                                                 | 「Yellow Moon」                                               | AZUKI七 | 中村由利   | 4:22 |
| 12.                                                                                 | 「もうちょっとサガシテみましょう」                            | AZUKI七 | 中村由利   | 4:17 |
| 13.                                                                                 | 「春待つ花のように」                                          | AZUKI七 | 中村由利   | 4:55 |
| 14.                                                                                 | 「WEEKEND」                                                   | AZUKI七 | 中村由利   | 4:39 |
| 合計時間:                                                                           | 合計時間:                                                     | 59:49   |            |      |

### Disc2
| #   | タイトル                           | 作詞 | 作曲・編曲 |
| --- | ---------------------------------- | ---- | ---------- |
| 1.  | 「Mysterious Eyes」                |      |            |
| 2.  | 「flying」                         |      |            |
| 3.  | 「夏の幻」                         |      |            |
| 4.  | 「Timeless Sleep」                 |      |            |
| 5.  | 「未完成な音色」                   |      |            |
| 6.  | 「水のない晴れた海へ」             |      |            |
| 7.  | 「Holy ground」                    |      |            |
| 8.  | 「永遠を駆け抜ける一瞬の僕ら」     |      |            |
| 9.  | 「夢みたあとで」                   |      |            |
| 10. | 「晴れ時計」                       |      |            |
| 11. | 「二人のロケット」                 |      |            |
| 12. | 「君の思い描いた夢 集メル HEAVEN」 |      |            |
| 13. | 「春待つ花のように」               |      |            |
| 14. | 「スパイラル」                     |      |            |